# Pigna (Ligúria)
Pigna  (en ligur Pìgna) és un comune italià, situat a la regió de la Ligúria i a la província d'Imperia. El 2015 tenia 859 habitants.

## Geografia
Es troba a la l'alta vall del Nervia. Es troba a uns 62 km de la capital, Imperia. Té una superfície de 53,23 km² i la frazione de Buggio. Limita amb Apricale, Castelvittorio, Isolabona, Rocchetta Nervina, Saorge i Triora.

## Evolució demogràfica
| Gràfica d'evolució de Pigna entre 1861 i 2011 |
|                                               |
| Font: ISTAT                                   |